# 中川淳司
中川 淳司（なかがわ じゅんじ、1955年11月16日 - ）は、日本の法学者。専門は、国際法・国際経済法。学位は、法学博士（1988年）。東京大学名誉教授。中央学院大学現代教養学部教授。アンダーソン・毛利・友常法律事務所客員弁護士。広島県広島市出身。

## 略歴
- 1974年3月 - 大阪府立大手前高校卒業
- 1979年3月 - 東京大学法学部卒業
- 1981年3月 - 東京大学大学院法学政治学研究科修士課程修了
- 1987年3月 - 東京大学大学院法学政治学研究科博士課程単位取得退学[1]
- 1988年3月 - 東京大学より法学博士の学位を取得[1]
- 1990年1月 - 東京工業大学工学部人文社会群助教授
- 1995年7月 - 東京大学社会科学研究所助教授
- 2000年4月 - 東京大学社会科学研究所教授（2019年3月まで）
- 2006年9月 - タフツ大学フレッチャースクール客員教授（2007年7月まで）
- 2014年4月 - ベルリン自由大学歴史文化学部客員教授（2014年8月まで）
- 2016年7月 - 厦門国際法アカデミー講師
- 2019年2月 - ウィスコンシン大学マディソン校ロースクール招聘教授
- 2019年4月 - 中央学院大学現代教養学部教授
- 2019年4月 - アンダーソン・毛利・友常法律事務所顧問
- 2019年6月 - 東京大学名誉教授
- 2019年10月 - 弁護士登録（第二東京弁護士会）、アンダーソン・毛利・友常法律事務所客員弁護士
- 2020年4月 ‐ 中央学院大学社会システム研究所長（2025年3月まで）

## 著書

### 単著
- 『資源国有化紛争の法過程』（国際書院、1990年）
- 『経済規制の国際的調和』（有斐閣、2008年）
- International Harmonization of Economic Regulation（オックスフォード大学出版局、2011年）
- 『WTO　貿易自由化を超えて』（岩波書店、2013年）
- Nationalization, Natural Resources and International Investment law: Contractual Relationship as Dynamic Bargaining Process (ラウトレッジ、2017年）

### 共著
- 佐野稔『先端技術と知的財産権』（日科技連出版社、1997年）
- 清水章雄・平覚・間宮勇『国際経済法』（有斐閣、2003年、中国語訳：白巴根訳、北京大学出版会、2007年、第2版、2012年、第3版、2019年）
- 下村恭民・斉藤淳『ODA大綱の政治経済学』（有斐閣、1999年）
- 『TPPコンメンタール』（日本関税協会、2019年）
- 『RCEPコンメンタール』（日本関税協会、2022年）

### 編著
- 『中国のアンチダンピング』（日本貿易振興機構、2004年）
- Managing Development: Globalization, Economic Restructuring and Social Policy（ラウトレッジ、2006年）
- Anti-dumping Laws and Practices of the New Users, Cameron May, 2007
- Multilateralism and Regionalism in Global Economic Governance: Finance, Trade and Investment（ラウトレッジ、2011年）
- Transparency in International Trade and Investment Dispute Settlement（ラウトレッジ、2013年）
- Asian Perspectives on International Investment Law（ラウトレッジ、2019年）

### 共編著
- 今野浩『ソフトウェア／アルゴリズムの権利保護』（朝倉書店、1996年）
- 橋本寿朗『規制緩和の政治経済学』（有斐閣、2000年）
- 松下満雄・清水章雄『ケースブック　ガット・WTO法』（有斐閣、2000年）
- トマス・J・ショーエンバウム『摩擦から協調へ：ウルグアイラウンド後の日米関係』（東信堂、2001年）
- 小寺彰『基本経済条約集』（有斐閣、2002年、第2版、2014年）
- 木棚照一・山根裕子『プライマリー　国際取引法』（法律文化社、2006年）
- 寺谷広司『国際法学の地平』（東信堂、2008年）
- 松下満雄・清水章雄『ケースブック　WTO法』（有斐閣、2009年）
- Junji Nakagawa et al., eds., The Appellate Body of the WTO and Its Reform（シュプリンガー、2020年）
- Junji Nakagawa et al., eds. A Post-WTO International Legal Order: Utopian, Dystopian and Other Scenarios (シュプリンガー、2020年）
- 米谷三以『国際経済ルールの戦略的利用を学ぶ』（文眞堂、2022年）
- 米谷三以『企業の技術戦略と国際公共政策』（文眞堂、2024年）